# Emmanuel González Rodríguez
Emmanuel González Rodriguez, conocido como Lolo González, es un futbolista español. Nació en Sanlúcar de Barrameda, Cádiz, el 22 de julio de 1991. Actualmente juega como centrocampista en la A. D. Ceuta F. C. de la Primera Federación.

## Biografía
Lolo es un jugador formado en la cantera del Atlético Sanluqueño Club de Fútbol y fue uno de los componentes de la plantilla que la 2011-12 que lograron el histórico ascenso contra el Extremadura UD a Segunda División B de España.
Más tarde, en la temporada 2012-13 ingresaría en la cantera del Real Betis con el que llegó a jugar en el equipo filial, tras lograr mantener al Atlético Sanluqueño Club de Fútbol en la Segunda División B de España.
Tras abandonar el filial verdiblanco, jugaría en clubes de Segunda División B de España como CD San Roque de Lepe, Marbella FC, CD El Ejido 2012 y el filial del Real Oviedo.
Comenzó la temporada 2018-19, en el filial ovetense, siendo el nuevo Onopko, con el que se convirtió es el máximo goleador del equipo en el grupo 2 de Segunda B, con ocho dianas. 
En enero de 2019, firma por la Extremadura Unión Deportiva de la Liga 123 hasta el final de la temporada 2018-19 cedido por el Real Oviedo.
El 4 de agosto de 2020, firma por el San Fernando CD de la Segunda División B de España, por tres temporadas.
El 8 de julio de 2021, el jugador firma por el Extremadura Unión Deportiva  de la Primera División RFEF, cedido por el San Fernando CD.
El 1 de enero de 2022, firma por el Atlético Sanluqueño Club de Fútbol de la Primera División RFEF, hasta el final de la temporada. 
En la temporada 2023-24 fichó por la A. D. Ceuta F. C., donde se convirtió en un jugador fundamental del equipo ceutí.

## Clubes
| Club                               | País   | Temporada | Parts. | Goles |    |   |
| ---------------------------------- | ------ | --------- | ------ | ----- | -- | - |
| Atlético Sanluqueño C. F. "B"      | España | 2008-2009 | 6      | 1     | 1  | 0 |
| Atlético Sanluqueño C. F.          | España | 2009-2012 | 75     | 4     | 23 | 2 |
| Betis Deportivo Balompié           | España | 2012      |        |       |    |   |
| Atlético Sanluqueño C. F. (cedido) | España | 2012-2013 | 26     | 4     | 8  | 0 |
| Betis Deportivo Balompié           | España | 2013-2015 | 19     | 5     | 3  | 0 |
| CD San Roque de Lepe               | España | 2015-2016 | 34     | 5     | 12 | 1 |
| Marbella FC                        | España | 2016-2017 | 29     | 1     | 10 | 2 |
| CD El Ejido 2012                   | España | 2017-2018 | 36     | 10    | 8  | 2 |
| Real Oviedo Vetusta                | España | 2018-2019 | 20     | 8     | 2  | 0 |
| Extremadura U. D. (cedido)         | España | 2019      | 12     | 2     | 1  | 0 |
| Real Oviedo                        | España | 2019-2020 | 28     | 1     | 8  | 0 |
| San Fernando CD                    | España | 2020-2021 | 24     | 2     | 4  | 1 |
| Extremadura U. D. (cedido)         | España | 2021      | 13     | 0     | 5  | 0 |
| Atlético Sanluqueño C. F.          | España | 2022      | 20     | 1     | 7  | 0 |
| Linares Deportivo                  | España | 2022-2023 | 39     | 2     | 5  | 2 |
| A. D. Ceuta F. C.                  | España | 2023-Act. | 43     | 3     | 11 | 0 |